# Ascidia bocatorensis
Ascidia bocatorensis is een zakpijpensoort uit de familie van de Ascidiidae. De wetenschappelijke naam van de soort is voor het eerst geldig gepubliceerd in 2011 door Bonnet & Rocha.